# Pied d'appel
Pour un article plus général, voir Glossaire de l'athlétisme.
Le pied d'appel  ou pied d'appui est, en athlétisme, dans les disciplines de saut (en hauteur, en longueur, à la perche, triple saut), le pied qui donne l'impulsion finale déterminant le saut, c'est celui qui est le dernier appui au sol.  Généralement, le pied d'appui/d'appel est controlatéral à la main dominante, c'est-à-dire le pied droit pour les gauchers ou  le pied gauche pour les droitiers.